# Anthonore Christensen
Anthonore Christensen, född 5 juli 1849, död 27 augusti 1926, var en dansk konstnär (målare).
Hon är främst känd för sina blomstermotiv och var en av de mest produktiva och välkända blomstermålare av sin tid.
Hon var syster till målaren Sara Ulrik och kirurgen Eilert Tscherning. 1871 gifte hon sig med filologen Richard Christensen (f. 1843, d. 1876). Deras äktenskap varade i knappt fem år.
Anthonore Christensen undervisades först i måleri av sin mor Eleonore Tscherning. Hon studerade senare under Emma Thomsen och O.D. Ottesen. Hon ställde först ut under sitt flicknamn 1867. Från 1874 ställde hon ut under efternamnet Christensen. 
Hon undervisade bland annat danska drottningen Louise av Hessen-Kassel i måleri.
Anthonore Christensen finns representerad vid Statens Museum for Kunst, Roskilde Museum, konstmuseet i Tønder (Museum Sønderjylland) och Vejle Kunstmuseum och Rudersdal Museer.